# 馬克·卡沃汀
馬克·卡沃汀（1959年3月9日—），英国動物學家、作家、摄影师。1986年起作为自由撰稿人，为世界自然基金会、联合国环境规划署、世界自然保护联盟工作。独自或与人合著了50多部動物學書籍，制作了一系列相关的广播和电视节目。他是英国鲸豚保护协会等多个自然保护组织的顾问，并组织过许多次世界各地的賞鯨活动。
馬克·卡沃汀與英国著名作家道格拉斯·亚当斯合著的書籍《最後一眼》（Last Chance to See，或譯為“消逝世界漫游指南”）廣為人知，該書於1990年首次出版，介紹了許多瀕危物種。

## 著作列表
- 《Wildlife Photography Masterclass: Camera Settings》（电子书，自行出版於2020年）
- 《Wildlife Photography Masterclass: Digital Workflow》（电子书，自行出版於2020年）
- 《Handbook of Whales，Dolphins and Porpoises》（Bloomsbury，2020年）－ISBN 978-1-4729-0814-8
- 《Mark Carwardine's Guide to Whale Watching in North America》（Bloomsbury，2017年）－ISBN 978-1-4729-3069-9
- 《Mark Carwardine's Guide to Whale Watching in Britain and Europe》 第二版（Bloomsbury，2016年）－ISBN 978-1-4729-1015-8
- 《Mark Carwardine's Ultimate Wildlife Experiences》，斯蒂芬·弗莱作序（Wanderlust Publications，2011年）－ISBN 978-0-9540926-6-5
- 《Last Chance to See》，与道格拉斯·亚当斯合著（第一版由 William Heinemann（英语：Heinemann (publisher)） 於1990年出版，第二版和第三版由 Arrow Books 先後於2009年和2020年出版）－ISBN 978-0-09-953679-6
- 《Last Chance to See: In the footsteps of Douglas Adams》，斯蒂芬·弗莱作序（HarperCollins，2009年）－ISBN 978-0-00-729072-7
- 《Natural History Museum Animal Records》（Natural History Museum，2007年）－ISBN 978-0-565-09223-8
- 《Collins Wild Guide: Whales & Dolphins》（HarperCollins，2006年）－ISBN 0-00-720547-3
- 《Extreme Nature》，与 Rosamund Kidman Cox 合著（HarperCollins，2005年）－ISBN 978-0-00-724648-9
- 《Shark》（BBC Books，2004年）－ISBN 0-563-48723-2
- 《Mark Carwardine's Guide to Whalewatching: Britain and Europe》（New Holland Publishers，2003年）－ISBN 1-84330-059-1
- 《The Shark Watcher's Handbook: A guide to sharks and where to see them》，与 Ken Watterson 合著（BBC Books，2002年）－ISBN 0-563-53794-9
- 《Killer Whales》（BBC Books，2001年）－ISBN 0-563-53407-9
- 《The Guinness Book of Animal Records》（Guinness Publishing，1995年）－ISBN 0-85112-658-8
- 《Eyewitness Handbooks: Whales，Dolphins and Porpoises》（Dorling Kindersley，1995年）－ISBN 0-7513-1030-1
- 《On the Trail of the Whale》，Paul McCartney 作序（Thunder Bay Publishing Co（英语：Thunder Bay Press），1994年）－ISBN 1-899074-00-7
- 《Last Chance to See》，与道格拉斯·亚当斯合著（Pan Books，1991年）－ISBN 0-330-32002-5
- 《Birds in Focus》（Salamander，1990年）－ISBN 0-86101-544-4
- 《The Encyclopedia of World Wildlife》，大卫·阿滕伯勒作序（Octopus Publishing（英语：Lagardère Publishing），1986年）－ISBN 0-7064-2437-9
- 《The Nature of Zimbabwe: A guide to conservation and development issues》（IUCN，1988年）－ISBN 2-88032-933-7
- 《The Nature of Zambia: A guide to conservation and development issues》（IUCN，1988年）－ISBN 2-88032-403-3
- 《The Nature of Pakistan: A guide to conservation and development issues》（IUCN，1986年）－ISBN 2-88032-404-1
- 《Iceland: Nature's Meeting Place》，前冰岛总统维格迪丝·芬博阿多蒂尔作序（Iceland Review，1986年）－ISBN 0-948192-02-X